# Laminorului
Laminorului – stacja metra w Bukareszcie, na linii M4, w sektorze 1. Stacja została otwarta 31 marca 2017.